# HeavyLift Cargo Airlines
HeavyLift Cargo Airlines Pty Ltd é uma companhia aérea de carga australiana com sede agora em Los Angeles, Estados Unidos. Iniciou suas operações em 2004 e opera serviços de carga regular e fretada. HeavyLift assumiu a companhia aérea de passageiros OzJet em 2008. A HeavyLift vendeu a Ozjet e sua aeronave de passageiros para a Air Australia em 2009. A Heavylift transferiu sua sede para os Estados Unidos assim que o governo australiano proibiu a operação das aeronaves Boeing 727-100, 727-200 e Boeing 737-200.

## Destinos
A Heavylift Cargo Airlines opera serviços de fretamento de carga em todo o mundo.

## Frota

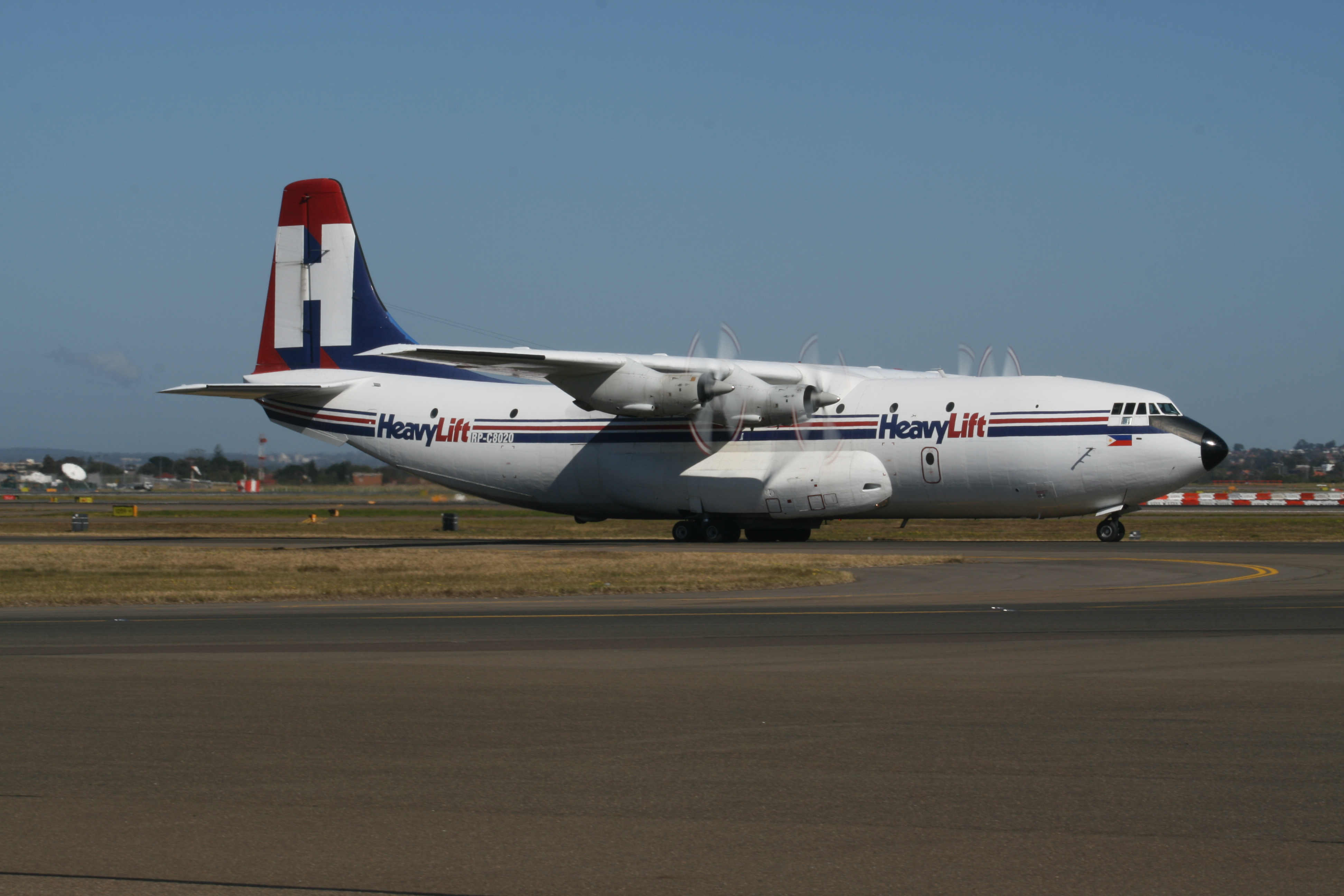
Short Belfast da Heavylift prefixo RP-C8020

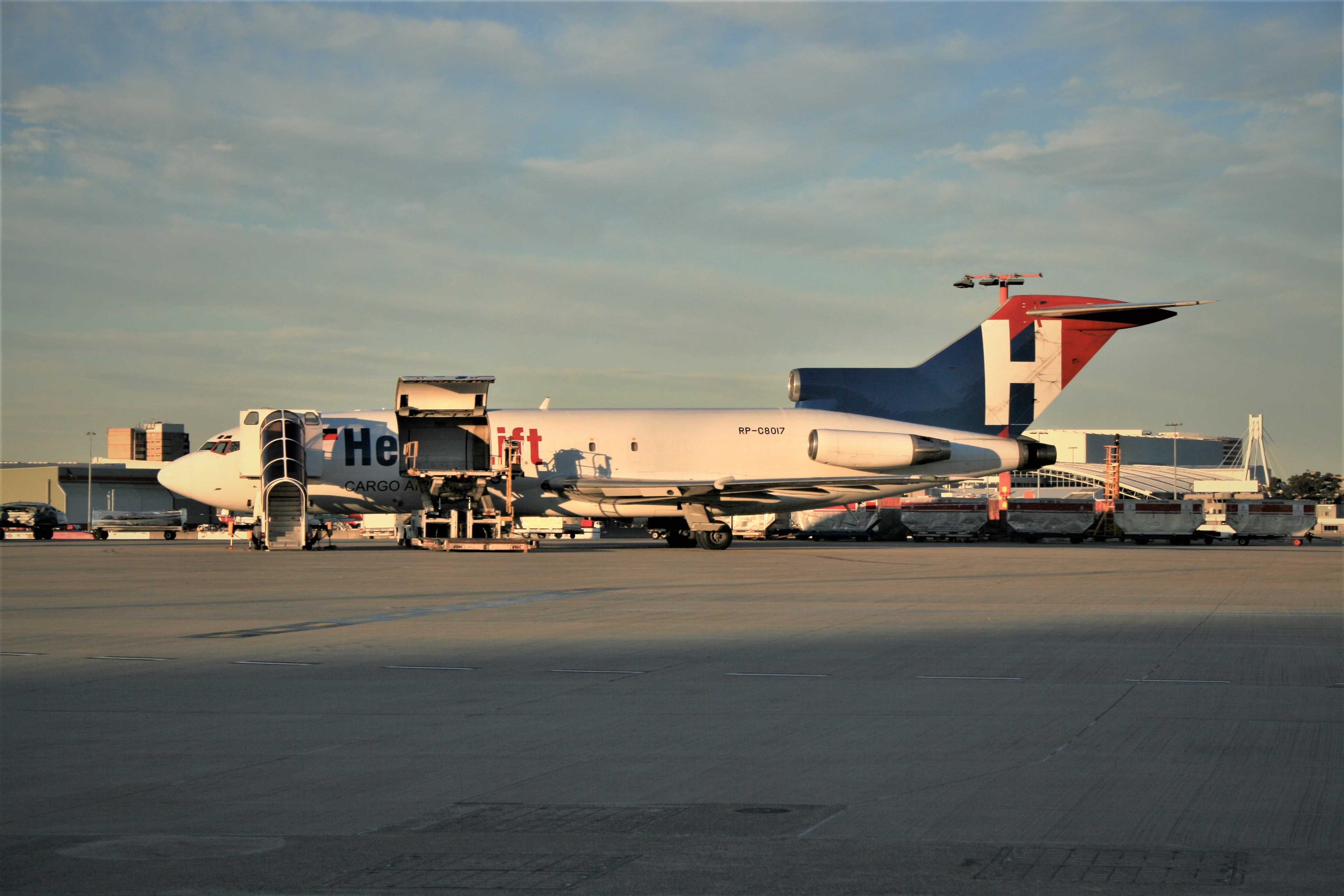
Um Boeing 727-100F da Heavylift sendo carregado

Em novembro de 2010, a frota da Heavylift Cargo Airlines consistia em:
| Aeronaves        | Total | Notas       |
| ---------------- | ----- | ----------- |
| Boeing 727-100F  | 1     | Aposentado  |
| Boeing 727-200F  | 2     | Aposentado  |
| Short Belfast    | 1     | Aposentado  |
| Douglas DC-8-71F | 4     | Em operação |

O Belfast agora está armazenado no Aeroporto de Cairns. Durante 2006, o trabalho também estava em andamento no Aeroporto de Bournemouth para reformar outra aeronave que já foi operada pela companhia aérea homônima britânica da HeavyLift, o único Conroy Skymonster existente no mundo. No entanto, foi relatado em vários fóruns de aviação na Internet que esta aeronave não será entregue. Uma característica da companhia aérea é que a maioria de suas aeronaves não são registradas na Austrália, pois ela usa aeronaves com prefixo aeronáutico de diferentes países.
Em maio de 2008, a Heavylift comprou a companhia aérea Ozjet Airlines, dando-lhe acesso a um certificado de operador aéreo da Austrália. Ozjet interrompeu as operações de passageiros em maio de 2009.